# Comitatul Limestone, Alabama
Comitatul Limestone (în engleză Limestone County) este un comitat din statul Alabama, Statele Unite ale Americii. Conform recensământului din 2010 avea o populație de 82.782 de locuitori. Reședința comitatului este orașul Athens.

## Geografie

### Râuri
- Tennessee River
- Elk River

### Comitate adiacente
- Giles County, Tennessee - nord
- Lincoln County, Tennessee - nord-est
- Madison County, Alabama - est
- Morgan County, Alabama - sud-est
- Lawrence County, Alabama - sud-vest
- Lauderdale County, Alabama - vest

### National protected area
- Wheeler National Wildlife Refuge (part)

## Transporta

### Autostrăzi majore
- Interstate 65
- Interstate 565
- U.S. Highway 31
- U.S. Highway 72
- Alternate US-72/State Route 20
- State Route 99